# Klein Chüden
Klein Chüden gehört zur Ortschaft Chüden und ist ein Ortsteil der Hansestadt Salzwedel im Altmarkkreis Salzwedel in Sachsen-Anhalt.

## Geographie
Klein Chüden, ein Rundplatzdorf, liegt fünf Kilometer nordöstlich von Salzwedel in der Altmark am „Graben nordwestlich Klein Chüden“, der in den Ritzer Grenzgraben strömt.

## Geschichte

### Mittelalter bis Neuzeit
Im Jahre 1282 wurde Klein Chüden als in slavicali villa Chudene erwähnt, als die Markgrafen Otto V., Albrecht und Otto das Dorf dem Heiliggeiststift vor Salzwedel übereigneten, das vorher Johann de Cracoue gehört hatte. Im Landbuch der Mark Brandenburg von 1375 wird der Ort als Wendischen Chuͤden aufgeführt.
Eine besondere Überlieferung ist die Nennung der neu erbauten und geweihten Kapelle in der villa in Slauica Chuden am 6. Januar 1388. Matthias Friske hebt hervor, dass es der einzige bekannte Fall ist, für den bei einem ländlichen Kirchenbau ein beinahe genaues Bau- und Weihedatum überliefert ist. Er nimmt an, dass diese Kapelle Ende 1387 errichtet worden war und dass sie eine Holzkirche war, da ihr Nachfolgerbau ein nichtmassives Gebäude war. Die neuzeitliche Fachwerkkirche stammt aus der Mitte des 18. Jahrhunderts.
Weitere Nennungen des Dorfes sind 1608 Wendische Chüeden, 1686 Wendisch Chüden oder Klein Chüden, 1775 Klein Chüden und 1804 Klein Chuͤden, ein Dorf mit sechs Ganzbauern, zwei Einliegern.
Bei der Bodenreform wurden 1945 erfasst: 7 Besitzungen unter 100 Hektar haben zusammen eine Fläche von 292 Hektar, die Kirche hat 1 Hektar und die Gemeinde hat 1 Hektar.

### Herkunft des Ortsnamens
Jürgen Udolph führt den Ortsnamen auf einen slawischen Personennamen zurück, im Sinne von „Siedlung eines Chud“.

### Eingemeindungen
Ursprünglich gehörte das Dorf zum Arendseeischen Kreis der Mark Brandenburg in der Altmark. Zwischen 1807 und 1813 lag es im Landkanton Salzwedel auf dem Territorium des napoleonischen Königreichs Westphalen. Ab 1816 gehörte die Gemeinde zum Kreis Salzwedel, dem späteren Landkreis Salzwedel.
Am 20. Juli 1950 wurde die Gemeinde Klein Chüden in die Gemeinde Ritze im Landkreis Salzwedel eingemeindet. Am 1. Dezember 1972 erfolgte die Eingemeindung von Ritze in die Gemeinde Chüden. Die Gemeinde Chüden war am gleichen Tag durch die Umbenennung von Groß Chüden in Chüden entstanden. Am 1. Januar 2010 wurde die Gemeinde Chüden nach Salzwedel eingemeindet. Dadurch kam Klein Chüden als Ortsteil zu Salzwedel und gleichzeitig zur neu entstandenen Ortschaft Chüden.

### Einwohnerentwicklung

#### Gemeinde
| Jahr | Einwohner |
| ---- | --------- |
| 1734 | 42        |
| 1774 | 50        |
| 1789 | 64        |
| 1798 | 41        |
| 1801 | 47        |
| 1818 | 62        |
| 1840 | 65        |
| 1864 | 60        |
| 1871 | 64        |

| Jahr | Einwohner |
| ---- | --------- |
| 1885 | 53        |
| 1892 | [00]48    |
| 1895 | 50        |
| 1900 | [00]50    |
| 1905 | 52        |
| 1910 | [00]53    |
| 1925 | 61        |
| 1939 | 57        |
| 1946 | 80        |

Quelle, wenn nicht angegeben, bis 1946:

#### Ortsteil
| Jahr | Einwohner |
| ---- | --------- |
| 2010 | [00]20    |
| 2015 | [00]13    |
| 2020 | [00]10    |
| 2021 | [00]10    |
| 2022 | [00]11    |
| 2023 | [0]11     |

## Religion
Die evangelischen Christen aus Klein Chüden werden betreut vom Pfarrbereich Salzwedel-St. Georg im Kirchenkreis Salzwedel im Bischofssprengel Magdeburg der Evangelischen Kirche in Mitteldeutschland.
Die evangelische Kirchengemeinde Klein Chüden gehörte früher zur Pfarrei Groß Chüden. Am 24. März 2019 fand der letzte Gottesdienst in der Dorfkirche Klein Chüden statt.

## Kultur und Sehenswürdigkeiten
- Zwei Bauernhöfe und ein Wirtschaftsgebäude im Dorf stehen unter Denkmalschutz.
- Die frühere evangelische Dorfkirche Klein Chüden steht seit 2019 im Freilichtmuseum Diesdorf.[22][21] Sie ist eine Kirche im Fachwerkstil. Ihre Glocke wurde im Zweiten Weltkrieg als kriegswichtiges Material angesehen, eingezogen und eingeschmolzen. Die Glocke der Kirche aus dem benachbarten Jahrsau konnte gerettet werden. Sie hing am Ostgiebel der Kirche Klein Chüden auf dem kleinen Glockenträger.[8] Matthias Friske weist darauf hin, dass die Kirche in Klein Chüden niemals den spätgotischen Schnitzaltar aus Jahrsau beherbergte,[23] wie an anderer Stelle angegeben.[24][25]